# Andrea Jaeger
Andrea Jaeger (Chicago, 1965) és una ex tennista professional de tennis dels Estats Units que va arribar a ser número 2 del món abans de patir importants lesions a l'espatlla que la van obligar a deixar la carrera i després es va dedicar a fer obres de beneficència.
Va arribar a la final de singles de Wimbledon el 1983 i a l'Open de França el 1982. Va jugar les semifinals individuals de l'Open d'Austràlia el 1982 i de l'Open dels Estats Units el 1980 i el 1982. També va guanyar 10 títols individuals. En dobles mixtes, va guanyar l'Open de França amb Jimmy Arias el 1981. Durant la seva carrera va guanyar 1,4 milions de dòlars en premis. Després de la jubilació el 1987, ha dedicat la seva vida al servei públic, a les organitzacions benèfiques i a la filantropia. El 2006 es va fer monja de l'Orde Anglicana de Predicadors i segons algunes publicacions va deixar l'orde uns anys després. És membre de l'Església Episcopal i viu a Santa Rosa Beach, Florida, on continua recaptant fons per ajudar a persones amb necessitats.

## Carrera de tennis
Mentre era estudiant de l'escola secundària Stevenson, a la perifèria de Chicago, Jaeger va ser la jugadora més ben classificada dels Estats Units entre les menors de 19 anys. Va guanyar 13 títols nacionals júnior nord-americans, inclosos els títols júnior més destacats de tennis: l'Orange Bowl de 1979 i el Boca Raton de 1979.
El 1980, als 15 anys i 19 dies, es va convertir en la jugadora més jove mai classificada fins aquell mometn per a Wimbledon, un rècord que va batre Jennifer Capriati el 1990. Després de derrotar l'excampiona Virginia Wade, es va convertir en la quarta de finalista més jove de la història del torneig. Més endavant, es va convertir en la semifinalista més jove de la història de l'Open americà.
El 1981, Jaeger va guanyar el Campionat dels Estats Units Clay Court, derrotant a Virginia Ruzici a la final.
A l'Open de França del 1982, Jaeger va derrotar Chris Evert en una semifinal per 6–3, 6–1, però va perdre la final contra Martina Navratilova. Després va arribar a les semifinals tant de l'Open americà com de l'Open d'Austràlia, perdent els dos partits contra Evert en sets seguits.
A Wimbledon el 1983, Jaeger va derrotar la sis vegades campiona de singles de Wimbledon Billie Jean King per 6-1, 6-1 en una semifinal al Centre Court, que va ser l'últim partit de King de singles en aquell torneig i la seva derrota individual de Wimbledon. Jaeger va perdre la final davant Navratilova. El 2003, Jaeger va dir que la nit abans de la final va tenir una forta discussió amb el seu pare i que va ser expulsada del seu apartament. Finalment, Jaeger va demanar a Navratilova que convencés el seu pare perquè la deixés tornar. Va afirmar que el cansament emocional podria haver contribuït a la seva escassa actuació a la final.
Va competir en l'esdeveniment de demostració de tennis als Jocs Olímpics d'Estiu de 1984 a Los Angeles (el tennis es va tornar a introduir com a esport olímpic el 1988).
El rècord de victòries de victòries de Jaeger contra altres jugadors destacats va ser de 3-17 contra Evert, 4-11 contra Navratilova, 2-8 contra Tracy Austin, 6-8 contra Hana Mandlíková i 2-4 contra Pam Shriver .
En una entrevista el 2003, Jaeger va declarar que mai va buscar ser la jugadora més ben classificada del món. Quan va començar a ser coneguda, va començar a visitar hospitals durant els torneigs. Va afirmar que trobava que era "difícil conciliar el focus estret d'una tennista amb el seu desig d'ajudar els altres".
Va guanyar vuit dels nou partits individuals que va jugar als Estats Units a la Fed Cup. També va guanyar dos dels tres partits individuals de la Wightman Cup que va jugar als Estats Units
Una lesió important a l'espatlla als 19 anys va acabar la carrera de Jaeger prematurament el 1985. Va afrontar aquesta lesió que li trencava la carrera com una porta a un despertar espiritual, va anar a la universitat i es va llicenciar en teologia.

## Filantropia
Va utilitzar els seus diners que havia fet jugant al tennis per crear la Silver Lining Foundation amb la seva amiga i sòcia de negocis Heidi Bookout el 1990. Situada a Aspen, Colorado, l'organització va transportar grups de pacients joves amb càncer a Aspen durant una setmana de suport i activitats, incloent equitació i ràfting en aigües braves. La fundació també va proporcionar diners per a reunions, acampades familiars, beques universitàries, pràctiques mèdiques i altres programes per a nens que no podien viatjar. L'organització tenia altres patrocinadors poderosos, tant en el món de l'esport com en altres llocs. El primer col·laborador va ser John McEnroe. També hi van participar moltes celebritats de gran renom, com ara Andre Agassi, Pete Sampras i David Robinson. El 1996, Jaeger va rebre el premi Samuel S. Beard al millor servei públic per una persona de menys de 35 anys, un premi atorgat anualment pels premis Jefferson.
L'autobiografia de Jaeger, First Service, es va publicar el 2004. Al llibre va explicar la seva adolescència com a tennista i la seva decisió posterior de centrar-se a servir Déu. Tots els beneficis del llibre es van donar a organitzacions benèfiques infantils.
Més tard, Jaeger va crear la "Little Star Foundation", que arribava a uns 4.000 nens cada any. Va tenir problemes financers amb l'organització sense ànim de lucre el 2009. Com a resultat, va intentar vendre la propietat de la fundació a Aspen per 13,5 milions de dòlars, però els veïns van dir que incomplia els pactes de l'associació de propietaris, cosa que va donar lloc a una demanda. Es va traslladar a una superfície de 220-acre (0.89 km2) molt més gran propietat a Hesperus, Colorado, on va afirmar que ampliaria els seus programes. Va vendre el ranxo a un comprador desconegut el novembre de 2018. El gener de 2019, l'Estat de Colorado va revocar l'exempció de l'impost sobre la propietat de la Little Star Foundation sobre la base que una investigació havia revelat que el grup havia falsificat registres i que mai no havia realitzat activitats benèfiques des que es va traslladar a Hesperus
El 16 de setembre de 2006, als 41 anys, Jaeger es va passar a dir germana Andrea, esdevenint una monja anglicana dominicana. Segons algunes publicacions, va deixar l'ordre el 2009.
L'abril de 2007, Jaeger i diversos antics atletes, inclosos Andre Agassi, Lance Armstrong, Tony Hawk, Jackie Joyner-Kersee i Muhammad Ali, van aparèixer al programa de televisió matinal nord-americà Good Morning America per anunciar la formació d'una nova entitat benèfica amb el nom "Atletes per l'esperança per tal "d'animar els seus companys esportistes a pensar filantròpicament.
A principis de 2020, es va traslladar a Florida i continua recaptant fons.